# Arthur Farwell
Arthur George Farwell (ur. 23 kwietnia 1872 w Saint Paul w stanie Minnesota, zm. 20 stycznia 1952 w Nowym Jorku) – amerykański kompozytor.

## Życiorys
Początkowo studiował elektrotechnikę na Massachusetts Institute of Technology, który ukończył w 1893 roku. Następnie uczył się muzyki w Bostonie u Homera Norrisa i George’a Whitefielda Chadwicka W latach 1897–1899 przebywał w Berlinie, gdzie był uczniem Hansa Pfitznera i Engelberta Humperdincka, kształcił się też w Paryżu u Alexandre’a Guilmanta. W latach 1899–1901 wykładał na Cornell University. Od 1909 do 1914 roku był współredaktorem czasopisma „Musical America”. W latach 1910–1913 dyrygował koncertami miejskimi w Nowym Jorku, od 1915 do 1918 roku był dyrektorem nowojorskiej Settlement Music School. W latach 1918–1919 pełnił funkcję dziekana wydziału muzycznego Uniwersytetu Kalifornijskiego w Berkeley. W 1919 roku założył Santa Barbara Community Chorus, który prowadził do 1921 roku. W latach 1921–1925 działał w Music and Art Association w Pasadenie, następnie od 1927 do 1939 roku wykładał teorię muzyki w Michigan State College. Do jego uczniów należał Roy Harris.

## Twórczość
Był pionierem stylu narodowego w muzyce amerykańskiej, który usiłował stworzyć na bazie tematów indiańskich, murzyńskich i kowbojskich. Odbył liczne podróże po południowo-zachodnich regionach Stanów Zjednoczonych, w trakcie których zbierał i badał folklor Indian i amerykańskich Murzynów. Dokonał aranżacji licznych melodii indiańskich. W 1901 roku z jego inicjatywy w Newton Centre w stanie Massachusetts powstało wydawnictwo Wa-Wan Press, w latach 1901–1907 ukazujące się jako kwartalnik, a w latach 1907–1911 jako miesięcznik, na łamach którego drukowano wokalną i fortepianową muzykę młodych kompozytorów, inspirowaną tematami zaczerpniętymi z folkloru.

## Wybrane kompozycje
(na podstawie materiałów źródłowych)

### Utwory orkiestrowe
- poemat symfoniczny The Death of Virginia (1894)
- Academic Overture: Cornell (1900)
- The Domain of Hurakan (1910)
- Symbolistic Study No. 3 (1905, zrewid. 1921)
- Symphonic Poem on March! March! na orkiestrę i chór ad libitum (1921)
- Navajo War Dance na 18 instrumentów (1923)
- fantazja na tematy indiańskie Dawn na 18 instrumentów (1923; pierwotna wersja na fortepian 1904)
- suita The Gods of the Mountain (1928)
- Koncert na 2 fortepiany i smyczki (1931)
- Prelude to a Spiritual Drama (1932)
- Rudolph Gott Symphony (1932–1934)
- Navao Dance No. 1 (1944)
- The Heroic Breed, in memoriam General Patton (1946)

### Utwory kameralne
- Fugue Fantasy na kwartet smyczkowy (1914)
- kwartet smyczkowy The Hako (1922)
- Sonata na skrzypce i fortepian (1927, zrewid. 1935)
- Sonata na skrzypce solo (1934)
- Kwintet fortepianowy (1937)
- Suita na flet i fortepian (1949)

### Utwory wokalno-instrumentalne
- Folk Songs of the West and South na głos i fortepian (1905)
- Three Indian Songs na głos i fortepian (1908)
- Gloria (1920)
- Mountain Song na chór i orkiestrę (1931)
- The Hound of Heaven na tenora i fortepian (1935)

### Utwory fortepianowe
- American Indian Melodies (1901)
- Impressions on the Wa-Wan Ceremony of the Omahas (1905)
- Polytonal Studies (1940–1952)

### Muzyka do sztuk teatralnych
- Caliban (1916)
- The Gods of the Mountain (1916)
- The Evergreen Tree (1917)
- La primavera (1920)
- A Pilgrimage Play (1921)
- Grail Song (1925)

### Opera
- Cartoon (1946)